# Koula (Koulikoro)
Pour les articles homonymes, voir Koula.
Koula est une localité et une commune rurale malienne, chef-lieu d'arrondissement  dans le cercle de Koulikoro, et dans la région de Koulikoro, la localité est composée de deux villages Koula Bambara et Koula Marka.

## Villages
La commune s'étend sur 36 localités relevées lors du recensement général de 2009. 
Les villages les plus peuplés sont :
- Koula Bambara (2 628 habitants) ;
- Wolongotoba Socoro (1 925 habitants) ;
- Bougounissaba (1 834 habitants).